# Léon Ayme
Léon Ayme, né à Brantes le 10 octobre 1903 et mort à Carpentras le 12 juillet 1980, est un homme politique français.

## Biographie
Fils de cultivateur, Léon Ayme nait à Brantes, dans le département de Vaucluse, en 1903, ou il se marie à Arlette Milliet, le 26 mars 1937. Il décède à Carpentras, en 1980.

## À voir aussi